# Campionatul European de Atletism în sală din 1970
Prima ediție a Campionatului European de Atletism în sală s-a desfășurat între 14 și 15 martie 1970 la Viena, Austria. Au participat 276 de sportivi din 24 de țări.

## Sală
Probele au avut loc la Stadthalle din Viena. Aceasta a fost inaugurată în anul 1958.

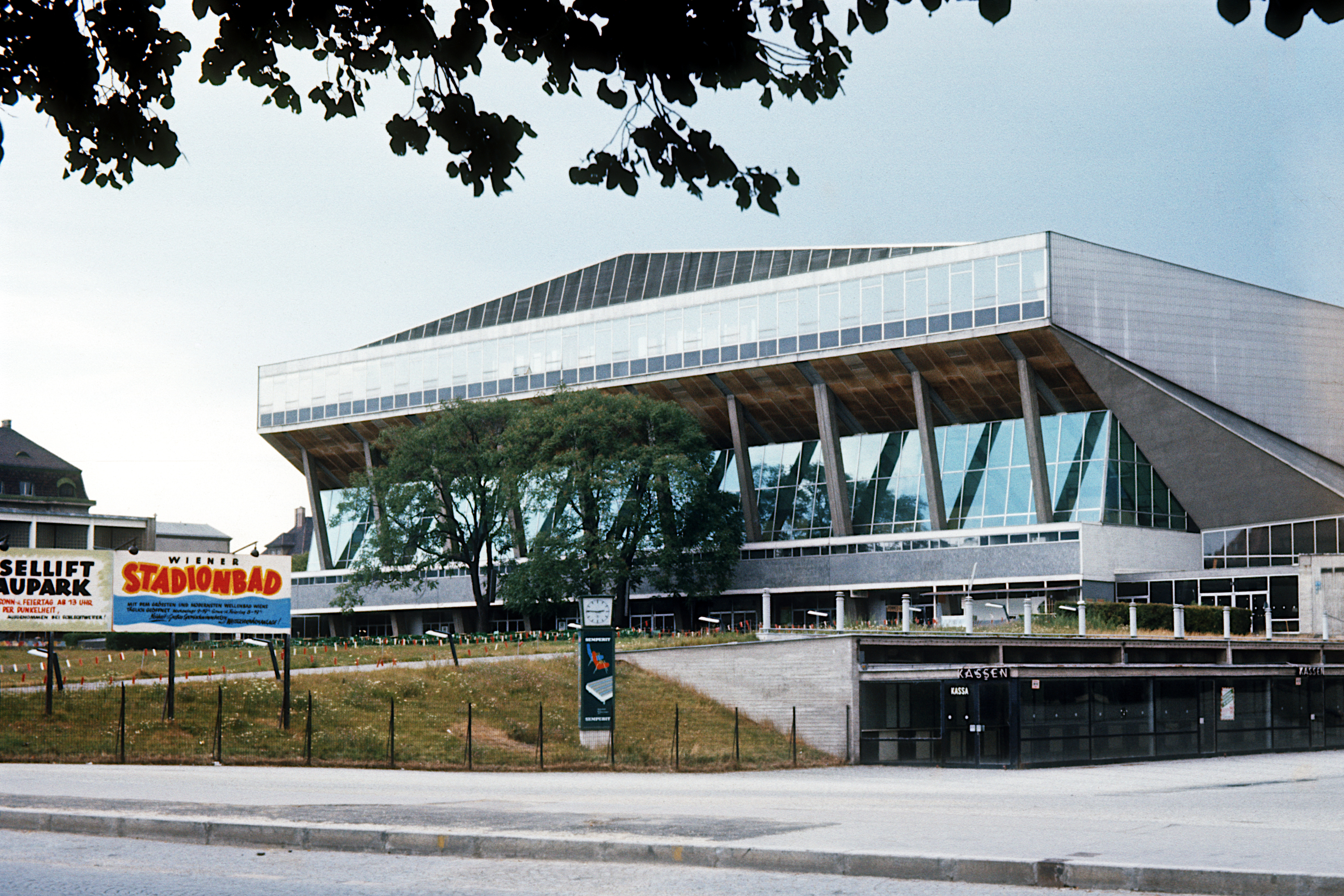

## Rezultate
RM - record mondial; RE - record european; RC - record al competiției; RN - record național; PB - cea mai bună performanță a carierei

### Masculin
| Event                | Aur                                                                                   | Aur        | Argint                                                                     | Argint  | Bronz                                                                   | Bronz   |
| 60 m                 | Valeri Borzov (URS)                                                                   | 6,6 =RM    | Zenon Nowosz (POL)                                                         | 6,7     | Jarkko Tapola (FIN)                                                     | 6,7     |
| 400 m                | Aleksandr Bratcikov (URS)                                                             | 46,8       | Andrzej Badeński (POL)                                                     | 46,9    | Iuri Zorin (URS)                                                        | 48,4    |
| 800 m                | Evgheni Arjanov (URS)                                                                 | 1:51,0     | Juan Borroz (ESP)                                                          | 1:51,9  | Jože Međimurec (YUG)                                                    | 1:51,9  |
| 1500 m               | Henryk Szordykowski (POL)                                                             | 3:48,8     | Frank Murphy (IRL)                                                         | 3:49,0  | Volodâmâr Pantelei (URS)                                                | 3:49,8  |
| 3000 m               | Ricky Wilde (GBR)                                                                     | 7:46,85 RM | Harald Norpoth (FRG)                                                       | 7:49,50 | Javier Álvarez (ESP)                                                    | 7:52,45 |
| 60 m garduri         | Günther Nickel (FRG)                                                                  | 7,8a       | Frank Siebeck (GDR)                                                        | 7,8a    | Guy Drut (FRA)                                                          | 7,8a    |
| Ștafetă 4×400 m      | Uniunea Sovietică Evgheni Borisenko Iuri Zorin Boris Savciuk Aleksandr Bratcikov      | 3:05,9     | Polonia Jan Werner Stanisław Grędziński Jan Balachowski Andrzej Badeński   | 3:07,5  | RFG Dieter Hübner Karl-Hermann Tofaute Ulrich Strohhacker Helmar Müller | 3:10,7  |
| Ștafetă mixtă        | Uniunea Sovietică Aleksandr Konnikov Serghei Kriuciok Vladimir Kolesnikov Ivan Ivanov | 6:18,0     | Polonia Edmund Borowski Stanisław Waśkiewicz Kazimierz Wardak Eryk Żelazny | 6:18,8  | RFG Horst Hasslinger Lothar Hirsch Manfred Henne Ingo Sensburg          | 6:19,6  |
| Săritura în înălțime | Valentin Gavrilov (URS)                                                               | 2,20       | Gerd Dührkop (GDR)                                                         | 2,17    | Șerban Ioan (ROM)                                                       | 2,17    |
| Săritura cu prăjina  | François Tracanelli (FRA)                                                             | 5,30       | Kjell Isaksson (SWE)                                                       | 5,25    | Wolfgang Nordwig (GDR)                                                  | 5,20    |
| Săritura în lungime  | Tõnu Lepik (URS)                                                                      | 8,05       | Klaus Beer (GDR)                                                           | 7,99    | Rafael Blanquer (ESP)                                                   | 7,92    |
| Triplusalt           | Viktor Saneev (URS)                                                                   | 16,95 RM   | Jörg Drehmel (GDR)                                                         | 16,74   | Șerban Ciochină (ROM)                                                   | 16,47   |
| Aruncarea greutății  | Hartmut Briesenick (GDR)                                                              | 20,22      | Heinz-Joachim Rothenburg (GDR)                                             | 19,70   | Pierre Colnard (FRA)                                                    | 18,96   |

### Feminin
| Event                | Aur                                                                                      | Aur      | Argint                                                                     | Argint | Bronz                                                                                  | Bronz  |
| 60 m                 | Renate Meißner (GDR)                                                                     | 7,4      | Sylviane Telliez (FRA)                                                     | 7,5    | Wilma van den Berg (NED)                                                               | 7,5    |
| 400 m                | Marilyn Neufville (GBR)                                                                  | 53,01 RM | Christel Frese (FRG)                                                       | 53,13  | Colette Besson (FRA)                                                                   | 53,63  |
| 800 m                | Maria Sykora (AUT)                                                                       | 2:07,0   | Liudmila Braghina (URS)                                                    | 2:07,5 | Zofia Kołakowska (POL)                                                                 | 2:07,6 |
| 60 m garduri         | Karin Balzer (GDR)                                                                       | 8,2 RM   | Lia Hitrina (URS)                                                          | 8,2 RM | Teresa Sukniewicz (POL)                                                                | 8,5    |
| Ștafetă 4×200 m      | Uniunea Sovietică Nadejda Besfamilnaia Vera Popkova Galina Buharina Liudmila Samotiosova | 1:35,7   | RFG Elfgard Schittenhelm Annelie Wilden Marianne Bolling Annegret Kroniger | 1:37,6 | Austria Maria Sykora Brigitte Ortner Christa Kepplinger Hanni Burger                   | 1:40,8 |
| Ștafetă mixtă        | Franța Sylviane Telliez Mireille Testanière Colette Besson Nicole Duclos                 | 4:58,4   | RFG Elfgard Schittenhelm Heidi Gerhard Christa Merten Jutta Haase          | 5:01,1 | Uniunea Sovietică Liudmila Golomazova Olga Klein Nadejda Kolesnikova Svetlana Moșcenok | 5:02,2 |
| Săritura în înălțime | Ilona Gusenbauer (AUT)                                                                   | 1,88 RM  | Cornelia Popescu (ROM)                                                     | 1,82   | Rita Schmidt (GDR)                                                                     | 1,82   |
| Săritura în lungime  | Viorica Viscopoleanu (ROM)                                                               | 6,56     | Heide Rosendahl (FRG)                                                      | 6,55   | Mirosława Sarna (POL)                                                                  | 6,54   |
| Aruncarea greutăți   | Nadejda Cijova (URS)                                                                     | 18,80 RM | Hannelore Friedel (GDR)                                                    | 18,39  | Marita Lange (GDR)                                                                     | 18,09  |

## Clasament pe medalii
| Loc   | Țară                        | Aur | Argint | Bronz | Total |
| ----- | --------------------------- | --- | ------ | ----- | ----- |
| 1     | Uniunea Sovietică           | 10  | 2      | 3     | 15    |
| 2     | Republica Democrată Germană | 3   | 6      | 3     | 12    |
| 3     | Franța                      | 2   | 1      | 3     | 6     |
| 4     | Austria                     | 2   | 0      | 1     | 3     |
| 5     | Regatul Unit                | 2   | 0      | 0     | 2     |
| 6     | RFG                         | 1   | 5      | 2     | 8     |
| 7     | Polonia                     | 1   | 4      | 3     | 8     |
| 8     | România                     | 1   | 1      | 2     | 4     |
| 9     | Spania                      | 0   | 1      | 2     | 3     |
| 10    | Irlanda                     | 0   | 1      | 0     | 1     |
| 10    | Suedia                      | 0   | 1      | 0     | 1     |
| 12    | Finlanda                    | 0   | 0      | 1     | 1     |
| 12    | Țările de Jos               | 0   | 0      | 1     | 1     |
| 12    | Iugoslavia                  | 0   | 0      | 1     | 1     |
| Total | Total                       | 22  | 22     | 22    | 66    |

## Participarea României la campionat
Zece atleți au reprezentat România.
- Viorica Viscopoleanu – lungime - locul 1
- Cornelia Popescu – înălțime - locul 2
- Șerban Ioan – înălțime - locul 3
- Șerban Ciochină – triplusalt - locul 3
- Carol Corbu – triplusalt - locul 6
- Nicolae Perțea – 60 m garduri - locul 7
- Vasile Sărucan – lungime - locul 7
- Eleonora Monoranu – 60 m - locul 7
- Valeria Bufanu – 60 m garduri - locul 10
- Mihai Zaharia – lungime - locul 17